# James McKeen Cattell
James McKeen Cattell (25 de maig del 1860 – 20 de gener del 1944), conegut per ser el primer professor de psicologia als Estats Units d'Amèrica, treballà a la Universitat de Pennsylvania, i fou promotor i editor de publicacions de divulgació científica, la més famosa la revista Science. Formà part del comité d'una associació dedicada a la ciència, actualment anomenada Society for Science & the Public (o SSP), entre 1921–1944.
Als inicis de la seva carrera professional de, molts científics consideraven que la psicologia era, com a molt, un camp menor d'estudi i, en el pitjor dels casos, una pseudociència comparable a la frenologia. Potser més que cap altre dels seus contemporanis, Cattell ajudà a establir la psicologia com a ciència que valia la pena estudiar en el mateix grau que la resta d'estudis universitaris. A la seva mort el diari ‘’New York Times'’ el lloà catalogant-lo com "el deà de la ciència americana." James Cattell també és recordat per no haver-se adherit amb els qui s'oposaven a la implicació del seu país en la primera guerra mundial, cosa que comportà la seva expulsió de la Universitat de Colúmbia; arran d'això moltes universitats dels Estats Units establirien que en endavant els nomenaments del seu professorat serien de caràcter fix, sense importar les creences particulars de cadascun.

## Orígens familiars i formació
Nascut a Easton (Pennsylvania) el 1860, Cattell era el primogènit d'una família acomodada. Son pare, William Cassady Cattell, era un ministre presbiterià i director d'una universitat privada d'Easton, Lafayette College. Sa mare, Elizabeth McKeen, era una rica hereva. A més la família tenia influència política, ja que el seu oncle, Alexander Gilmore Cattell representava l'estat de Nova Jersey al senat.
Cattell ingressà a Lafayette College amb setze anys i es graduà amb honors quatre anys després. Durant aquesta època tant li agradaven les matemàtiques com la literatura. El filòleg Francis Andrew March, fou professor seu i un model influent.
Cattell no sentiria la seva vocació fins després de tornar d'Alemanya, on anà a ampliar estudis. A la Universitat de Leipzig conegué a Wilhelm Wundt i a la Universitat de Göttingen fou alumne de Hermann Lotze. Al seu retorn el 1882 escriví un assaig parlant de Lotze amb el qual guanyà reconeixement i un contracte a la Universitat Johns Hopkins, però el contracte no li renovaren i en acabar, tornà a Leipzig per ser assistent de Wundt..
La relació entre Wundt i Cattell resultà molt productiva, ja que entre els dos ajudaren a establir l'estudi formal de la intel·ligència. Cattell fou el primer americà que publicà una dissertació en alemany en el camp de la psicologia, el títol fou ‘’Psychometrische Untersuchungen (Investigació psicomètrica). Més controvertida fou una altra recerca, Cattell volgué explorar els interiors de la seva ment mitjançant el consum de haixix, que en aquella època era una droga legal. Sota els seus efectes, Cattell comparà una vegada el xiulit d'un noi amb una orquestra simfònica.
El carrer principal del districte d'Easton on està Lafayette College, porta el seu nom en reconeixement.

## Carrera professional
En acabar el doctorat a Alemanya el 1886, Cattell aconseguí un lloc de treball a la Universitat de Cambridge (Anglaterra), on fou membre del St John's College. Efectuà visites ocasionals als EUA per donar conferències al Bryn Mawr College i a la Universitat de Pennsylvania. El 1889 tornà per ser professor de psicologia a Pennsylvania, i el 1891 es traslladà a la Universitat de Colúmbia on fou cap de departament de psicologia, antropologia i filosofia. El 1895 fou escollit president de l'Associació Americana de Psicologia.
Des de l'inici de la seva carrera, Cattell treballà dur per establir la psicologia com a camp d'estudi independent, com la fisica o la química. Estava convençut que, amb les futures investigacions, posaria al descobert que la intel·ligència es pot analitzar compartimentant-la en unitats de mesura estàndard. Importà els mètodes de Wilhelm Wundt i de Francis Galton als Estats Units, i els seus tests d'intel·ligència.
El 1917, Cattell i el professor de llengua anglesa Henry Wadsworth Longfellow Dana (net de Henry Wadsworth Longfellow i de Richard Henry Dana Jr.) foren acomiadats de la Universitat de Colúmbia, titllats d'antipatriotes per oposar-se a la participació del seu país en la primera guerra mundial.
Anys després demandà a la universitat i guanyà una pensió anual. El 1921, emprà aquests diners per crear una editorial dedicada a desvetllar l'interès en la psicologia, que anomenà The Psychological Corporation (l'actual Harcourt). Però com que mai va voler explicar les utilitats pràctiques de la psicologia, fallà en el seu objectiu fins que la direcció passà a mans d'altres psicòlegs amb experiència en el camp de la psicologia aplicada. Cattell continuà editant i publicant en les seves revistes. També creà una altra editorial, la Science Press Printing Company.
Morí a Lancaster (Pennsylvania) el 1944.

## Eugenèsia
Com la majoria dels científics destacats de la seva època, Cattell defensava l'eugenèsia que definia com “la ciència aplicada o moviment biosocial que advoca l'ús de pràctiques amb l'objectiu de millorar la composició genètica d'una població, generalment referint-se a la població humana." Aquesta creença procedia de llegir les investigacions de Charles Darwin, el qual amb la seva teoria de l'evolució l'havia motivat a estudiar la ‘’psicologia de les diferències individuals”.
En relació amb les seves creences eugenètiques, Cattell observà al llarg de les seves investigacions que entre els homes de ciència era més probable que tinguessin pares amb estudis, com ara clergues o professors. Casualment, el pare de Cattell era ambdues coses. Això el portà a pensar que tenia una “habilitat heretada", però també creia en la influència de l'ambient, i deia "va ser una sort tenir un lloc de naixement en un lloc assolellat. Un germoplasma força ben escollit [bons gens] es trobà en circumstàncies poc habituals que eren aptes per reaccionar”. La seva fe en l'eugenèsia era tan gran que Cattell oferí 1.000 dólars als seus fills si es casaven amb la filla d'un professor.

## Els tests
L'estudi de les diferències individuals que feu Cattell serví per introduir i posar de relleu la necessitat d'emprar tècniques experimentals en psicologia als EUA. Recordant els seus inicis a Leipzig, començà a mesurar els “procesos mentals simples”. Entre el 1883 i el 1886, publicà nou articles exposant resultats sobre el temps de reacció en humans i les diferències individuals. Cattell passà un conjunt de deu tests a voluntaris estudiants universitaris de Pensylvania que anomenà “tests mentals”, els quals incloïen proves de percepció, emprant mesures per determinar petites diferències, el temps de reacció, l'abast de la memòria humana i el temps de moviment. Quan Cattell es traslladà a Colúmbia, els tests els va fer obligatoris per a cada estudiant del primer curs. Cattell pensava que els seus tests mentals mesuraven la intel·ligència; tanmateix, el 1901 Clark Wissler, un alumne seu, demostrà que no hi havia una relació estadística entre les puntuacions obtingudes en els tests i els resultats acadèmics dels estudiants. Finalment els tests foren considerats irrellevants amb l'aparició dels test d'Alfred Binet que mesuraven més encertadament el quocient intel·lectual.

## Divulgador
Cattell es feu famós com a divulgador de la psicologia, activitat a la qual destinà molt de temps i diners. Arribà un moment que estava tan implicat en crear publicacions que la seva tasca com a investigador declinà. Va fundar la revista Psychological Review el 1894 juntament amb James Mark Baldwin. Va adquirir la revista Science que, cinc anys després, esdevindria la publicació oficial de l'Associació Americana per l'Avenç i la Ciència (1895-1900). El 1900, comprà Popular Science Monthly a l'editorial D. Appleton & Company. El 1915, comprà els drets sobre el nom i el canvià per Popular Science. Llavors fundà una nova revista amb major rigor científic, que titulà The Scientific Monthly, que envià com a substitució als mateixos subscriptors de l'antiga Popular Science Monthly.
Cattell fou l'editor de Science durant gairebé 50 anys, època durant la qual els articles de psicologia van tenir un lloc destacar entre altres estudis científics. Considerant l'impacte de Cattel per promocionar la psicologia com a ciència empírica, l'historiador i psicòleg Ludy T. Benjamin escrigué que “no es pot negar que va millorar significativament la visibilitat i l'estatus de la psicologia entre les ciències més antigues.”

## Espiritualisme
Cattell fou un escèptic dels fenòmens paranormals i de l'espiritualisme tant de moda en el seu temps. Va desautoritzar la mèdium Leonora Piper, presentant-la com a frau en un debat amb el psicòleg William James a través de la revista Science.

## Família
Es casà amb Josephine Owen, filla d'un comerciant anglès, el 1888. Tingueren set fills i una filla que s'educaren a casa, amb l'ajut dels seus pares, fins a l'edat dels estudis superiors. Tota la família col·laborà en la feina editorial engegada pel pare. Una filla, Psyche Cattell (nascuda el 1893) seguint el camí traçat pel pare, establí un consultori psicològic per a nens a Lancaster (Pennsylvania) i creà tests per valorar la intel·ligència dels infants que tractava.